# دیوان ثعالبی
دیوان ثعالبی مجموعه اشعار و سرودهای ابومنصور عبدالملک ثعالبی نیشابوری است که بیشتر آن‌ها در قالب قصیده و به زبان عربی سروده شده‌اند.
دیوان اشعار ثعالبی برای بار نخست توسط محمود عبدالله الجادر، استاد دانشکدهٔ ادبیات دانشگاه بغداد گردآوری و تصحیح گردیدند. دکتر الجادر اشعار ثعالبی را از زاویهٔ انواع قافیه‌های مختلف در بحور عروضی زبان و ادبیات عربی مورد بررسی قرار داده‌است. از مهمترین اغراض شعری ثعالبی در این دیوان می‌توان به مدح، وصف، شکوی، غزل و رثا اشاره کرد.
اشعار ثعالبی مانند بسیاری از شاعران دیگر دورنمایی مناسب از اوضاع فرهنگی، اجتماعی، اقتصادی و سیاسی عصر شاعر را نشان می‌دهد.
نسخهٔ اصلی از این دیوان اشعار اکنون در دست نیست. گویا ابوالحسن باخرزی دیوان اشعار وی را دیده بوده که اینک از میان رفته است. محمود عبدالله الجادر اشعار وی را گرد آورد و در بیروت به چاپ رساند. خود او این دیوان را دوباره در ۱۹۹۰م در بغداد به چاپ رسانید.